# Плавунчик жовтошиїй
Плавунчик жовтошиїй (Haliplus flavicollis) — вид жуків родини плавунчиків (Haliplidae).

## Поширення
Вид поширений в Східній та Південній Європі, Північній Африці, Туреччині, Ірані та Середній Азії. Мешкає в різних типах стоячих і проточних водойм. Поширений в оліготрофних озерах. Має високу толерантність до засолення. Трапляється по всій Україні, місцями численний.

## Опис
Жуки досягають довжини тіла від 3,5 до 4 мм і мають іржаво-жовтий колір. Переднеспинка посередині переднього краю пряма, її передні кути довго і загострено виступають вперед. В основі має поперечний ряд крапок, удвічі більший за крапки на передньому краї. Бокові сторони переднеспинки прямі. Загострення в основі надкрил не грубіші за ряди загострень на крилах. На надкрилах плями відсутні.